# Lalkhawpuimawia
Lalkhawpuimawia (sinh ngày 22 tháng 1 năm 1992) là một cầu thủ bóng đá người Ấn Độ thi đấu ở vị trí tiền đạo cho Aizawl ở I-League.

## Sự nghiệp
Trước năm 2017 Lalkhawpuimawia thi đấu giải bán chuyên hạng dưới tại Mizoram với Chhinga Veng FC. Anh ký hợp đồng với Aizawl vào tháng 1 năm 2018.
Ngày 23 tháng 2 năm 2018 Lalkhawpuimawia ghi bàn thắng chuyên nghiệp đầu tiên, một cú đúp trong chiến thắng 3–0 trước Indian Arrows.

## Thống kê sự nghiệp
Tính đến 2 tháng 3 năm 2018
| Câu lạc bộ          | Mùa giải            | Giải vô địch        | Giải vô địch | Giải vô địch | Cúp Liên đoàn | Cúp Liên đoàn | Cúp Quốc gia | Cúp Quốc gia | Châu lục | Châu lục  | Tổng    | Tổng      |
| Câu lạc bộ          | Mùa giải            | Hạng đấu            | Số trận      | Bàn thắng    | Số trận       | Bàn thắng     | Số trận      | Bàn thắng    | Số trận  | Bàn thắng | Số trận | Bàn thắng |
| ------------------- | ------------------- | ------------------- | ------------ | ------------ | ------------- | ------------- | ------------ | ------------ | -------- | --------- | ------- | --------- |
| Aizawl              | 2017–18             | I-League            | 8            | 3            | 0             | 0             | 0            | 0            | 1        | 0         | 9       | 3         |
| Tổng cộng sự nghiệp | Tổng cộng sự nghiệp | Tổng cộng sự nghiệp | 8            | 3            | 0             | 0             | 0            | 0            | 1        | 0         | 9       | 3         |